# Terebra reticularis
Terebra reticularis é uma espécie de gastrópode do gênero Terebra, pertencente a família Terebridae.